# Радисне
Радисне (на украински: Радісне) е селище от градски тип в Южна Украйна, Березивски район на Одеска област. Основано е през 1969 година. Населението му е около 1864 души.